# اچ‌ام‌اس راسل (۱۶۹۲)
اچ‌ام‌اس راسل (۱۶۹۲) (به انگلیسی: HMS Russell (1692)) یک کشتی بود که طول آن ۱۵۵ فوت ۶ اینچ (۴۷٫۴ متر) بود.